# Медфорд (Орегон)
Медфорд (енгл. Medford) град је у америчкој савезној држави Орегон.

## Демографија
По попису из 2010. године број становника је 74.907, што је 11.753 (18,6%) становника више него 2000. године.
| Група             | 2000.          | 2010.          |
| Белци             | 54.299 (86,0%) | 59.756 (79,8%) |
| Афроамериканци    | 313 (0,5%)     | 666 (0,9%)     |
| Азијати           | 720 (1,1%)     | 1.113 (1,5%)   |
| Хиспаноамериканци | 5.841 (9,2%)   | 10.319 (13,8%) |
| Укупно            | 63.154         | 74.907         |